# Заболотний Геннадій Вадимович
Генна́дій Вади́мович Заболо́тний — український політик і підприємець. Голова Березовського району Одеської області (2015—2018) і Деснянського району Києва (2018—2019). Депутат Кіровоградської обласної ради IV і V скликань. Був членом Християнсько-демократичної партії України та «Європейської солідарності».

## Біографія
Народився 1 травня 1966 року в Гайвороні Кіровоградської області.
У 1983 році вступив до Кіровоградського інституту сільськогосподарського машинобудування. З 1984 по 1986 рік проходив строкову службу в армії. Закінчив інститут в 1990 році за спеціальністю «машини і технологія обробки металів тиском», здобувши кваліфікацію «інженер-механік». З 1990 по 1991 рік працював інженером-конструктором III категорії в науково-дослідному секторі Кіровоградського інституту сільськогосподарського машинобудування.
У 1991 році був фахівцем з укладання договорів у кіровоградській товарній біржі «Ятрань». З 1991 по 1993 рік — брокер брокерської фірми «Лан» у Кіровограді. З 1993 по 2003 рік був директором підприємства «Роздол» у Кіровограді. З 1999 по 2009 керував кіровоградським підприємством «Бон Вояж Груп». З 2000 по 2015 рік також був арбітражним керівником у Кіровограді. У 2000 році став головою кіровоградського відділення Християнсько-демократичної партії України. На платній основі був помічником народного депутата IV скликання Кирила Поліщука (2002—2006).
У 2004 році закінчив Кіровоградський національний технічний університет за спеціальністю «фінанси». Був депутатом Кіровоградської обласної ради IV і V скликань. На виборах 2006 року до Верховної Ради був включений в список Блоку Народно-демократичних партій. У 2006 році закінчив Національну академію внутрішніх справ України за спеціальністю «правознавство». У 2012 році балотувався в парламент по 99 округу (Кіровоградська область), проте знову обраний не був. У 2015 році став директором компанії «Аптекар-Груп».
На місцевих виборах 2015 року балотувався в Одеську обласну раду від Блоку Петра Порошенка «Солідарність». 10 вересня 2015 року Президент України Петро Порошенко призначив Заболотного главою Березовської районної державної адміністрації Одеської області. 15 січня 2018 року Порошенко призначив його на аналогічну посаду в Деснянському районі Києва. Після того як президентом України став Володимир Зеленський, Заболотний був звільнений зі своєї посади. Указ про його звільнення був підписаний 23 липня 2019 року.
18 березня 2020 року прем'єр-міністр Денис Шмигаль призначив Заболотного заступником Міністра Кабінету Міністрів України. 8 липня 2020 року він отримав нову посаду — заступник голови Національного агентства України з питань державної служби.

## Родина
Одружений. Має двох синів і дочку.